# Анастасьев, Христофор Афанасьевич
Христофор Афанасьевич Анастасьев — русский военный и гражданский чиновник, короткое время феодосийский градоначальник.
Сподвижник А. В. Суворова и его личный адъютант, участник знаменитого перехода через Альпы и Отечественной войны 1812 года. В гражданской службе начальник Феодосийской таможни, председатель коммерческого суда, начальник Керченской таможни в чине статского советника.
После смерти статского советника Рудомаева с 23 июля 1829 по 01 сентября 1829 короткое время исполняющий должность Феодосийский градоначальника до прибытия А. И. Казначеева, вступившего в должность градоначальника вторично, но уже как Таврический гражданский губернатор.
При учреждении в Керчи в 1835 году Керченского Кушниковского девичьего института вошёл в попечительский совет.
Умер и был похоронен в Феодосии на православном кладбище недалеко от храма Иверской иконы Божьей Матери в фамильном склепе. Место его захоронения утрачено.